# Цинерария
Цинера́рия, устар. Зольник (лат. Cinerária), — род растений семейства Астровые (Asteraceae), близкий к роду Крестовник. В декоративном садоводстве широко культивируются растения, называемые цинерариями (Цинерария приморская и Цинерария гибридная), однако согласно современной классификации они относятся к видам Якобея морская и Перикаллис гибридный.

## Ботаническое описание
Травы и полукустарники с мелкими соцветиями-корзинками, собранными в щитки.

## Распространение и среда обитания
Распространены на острове Мадагаскар и в тропической Африке.

## Виды
По информации базы данных The Plant List (2013), род включает 51 вид:
- Cineraria abyssinica Sch.Bip. ex A.Rich.
- Cineraria albicans N.E.Br.
- Cineraria alchemilloides DC.
- Cineraria alpestris Pall.
- Cineraria anampoza (Baker) Baker
- Cineraria angulosa Lam.
- Cineraria arctotidea DC.
- Cineraria aspera Thunb.
- Cineraria atriplicifolia DC.
- Cineraria austrotransvaalensis Cron
- Cineraria britteniae Hutch. & R.A.Dyer
- Cineraria canescens J.C.Wendl. ex Link
- Cineraria cyanomontana Cron
- Cineraria decipiens Harv.
- Cineraria deltoidea Sond.
- Cineraria dieterlenii E.Phillips
- Cineraria dregeana DC.
- Cineraria dryogeton Cron
- Cineraria erodioides DC.
- Cineraria erosa (Thunb.) Willd.
- Cineraria exilis DC.
- Cineraria geifolia (L.) L. typus[4]
- Cineraria geraniifolia DC.
- Cineraria glandulosa Cron
- Cineraria gracilis O.Hoffm.
- Cineraria grandibracteata Hilliard
- Cineraria hederifolia Cron
- Cineraria huilensis Cron
- Cineraria humifusa L'Hér.
- Cineraria lanosa DC.
- Cineraria lobata L'Hér.
- Cineraria longipes S.Moore
- Cineraria lyratiformis Cron
- Cineraria magnicephala Cron
- Cineraria mazoensis S.Moore
- Cineraria microglossa DC.
- Cineraria mitellifolia L'Hér.
- Cineraria mollis E.Mey. ex DC.
- Cineraria ngwenyensis Cron
- Cineraria othonnoides Harv.
- Cineraria parvifolia Burtt Davy
- Cineraria pinnata O.Hoffm. ex Schinz
- Cineraria platycarpa DC.
- Cineraria polycephala DC.
- Cineraria pulchra Cron
- Cineraria saxifraga DC.
- Cineraria sonchifolia L.
- Cineraria tomentolanata Govaerts
- Cineraria tomentosolanatus Govaerts
- Cineraria vagans Hilliard
- Cineraria vallis-pacis Dinter ex Merxm.

Ещё более 60 видовых названий этого рода имеют в The Plant List (2013) статус unresolved name, то есть относительно этих названий нельзя однозначно сказать, следует ли их использовать как названия самостоятельных видов — либо их следует свести в синонимику других таксонов.